# تشارلز-إدوارد هود
تشارلز-إدوارد هود هو سياسي كندي، ولد في 18 ديسمبر 1823، وتوفي في 23 نوفمبر 1912. نشط حزبياً في Conservative Party of Quebec (historical) ‏. وقد انتخب عضو الجمعية الوطنية في كيبك ‏.